# 張仁願
張 仁願（ちょう じんがん、生年不詳 - 714年）は、唐代の官僚・軍人。本貫は華州下邽県。

## 経歴
もとの名は仁亶といったが、音が睿宗の諱と似ていたため仁願と改めた。若くして文武の才幹があり、官を歴任して殿中侍御史となった。ときに御史の郭覇が武則天は弥勒菩薩の化身であると上表し、鳳閣舎人の張嘉福らが武承嗣を皇太子に立てるよう請願して、いずれも仁願の連署を求めたが、仁願はこれらを拒んだ。万歳登封元年（696年）、王孝傑が吐剌軍総管となり、兵を率いて吐蕃を防ぐことになると、仁願はその監察を命じられた。仁願は王孝傑の敗戦を報告して、王孝傑は免官された。仁願は侍御史に転じた。
万歳通天2年（697年）、仁願は監察御史の孫承景が清辺軍における自身の功績を誇張して報告していたことを暴いた。孫承景は崇仁県令に左遷され、仁願は右粛政台中丞・検校幽州都督に抜擢された。聖暦元年（698年）、突厥の阿史那默啜が侵入し、趙州・定州を攻め落とし、軍を返して幽州にいたると、仁願は兵を率いて城を出てこれを迎撃した。流れ矢が手に当たって、仁願は負傷したが、突厥もまた撤退した。仁願は并州大都督府長史に転じた。
神龍2年（706年）、中宗が長安に帰ると、仁願は左屯衛大将軍となり、検校洛州長史を兼ねた。ときに洛陽では穀物の価格が騰貴して、穀物を盗む者が多く、仁願はかれらをみな捕縛して杖で叩き殺した。その死体が府門に積まれると、人々は戦慄し、窃盗を犯す者はいなくなった。
神龍3年（707年）、突厥の侵入があり、朔方軍総管の沙吒忠義が敗れた。仁願は勅命により御史大夫を兼ね、沙吒忠義に代わって朔方の軍を率いた。仁願が着任すると、突厥はすでに撤退していたため、その後をついていき、夜間に襲撃してこれを撃破した。このころ朔方軍の北は黄河を突厥との境としていた。突厥の阿史那默啜が西方の突騎施の娑葛を攻撃していたので、仁願はその虚に乗じて漠南の地を奪取し、黄河の北に3か所の受降城を築いて、突厥の南進の道を絶ちたいと上表した。太子少師の唐休璟は北の守りを黄河とすることが便利であるとして反対したが、仁願は固く要請してやまなかったので、中宗はこれを聞き入れた。仁願は任期を満了した鎮兵を留めて受降城建設にあたらせた。咸陽出身の兵200人あまりが逃亡したが、仁願は全員を捕らえて、一時に城下で斬り捨てたので、軍中は戦慄し、役務にあたる者は力を尽くし、60日ほどで3城は完成した。北に300里あまりの地を拓き、牛頭朝那山の北に烽燧1800か所を置いた。このため突厥は山を越えて放牧できなくなり、朔方は侵略されなくなり、鎮兵数万人を減らした。
景龍2年（708年）、仁願は左衛大将軍・同中書門下三品に任じられ、韓国公に封じられた。春には入朝し、秋には軍を監督して辺境での兵乱に備えた。ほどなく鎮軍大将軍を加えられた。景雲元年（710年）、睿宗が即位すると、仁願は老齢のため致仕した。さらに致仕したまま、兵部尚書に任じられ、光禄大夫の位を加えられた。開元2年（714年）、死去した。太子少傅の位を追贈された。
子の張之輔は、開元初年に趙州刺史となった。

## 伝記資料
- 『旧唐書』巻93 列伝第43
- 『新唐書』巻111 列伝第36